# Warzaghan
Warzaghan (perski: ورزقان) – miasto w Iranie, w ostanie Azerbejdżan Wschodni. W 2006 roku miasto liczyło 3549 mieszkańców w 930 rodzinach.